# اوبرتیلیاخ
اوبرتیلیاخ (به آلمانی: Obertilliach) منطقه شهری است که در منطقه لینز واقع در ایالت تیرول اتریش قرار دارد. این شهر کوچک در جنوب اتریش و در ناحیه‌ای کوستانی نزدیک شمال ایتالیا قرار دارد.

## نگارخانه

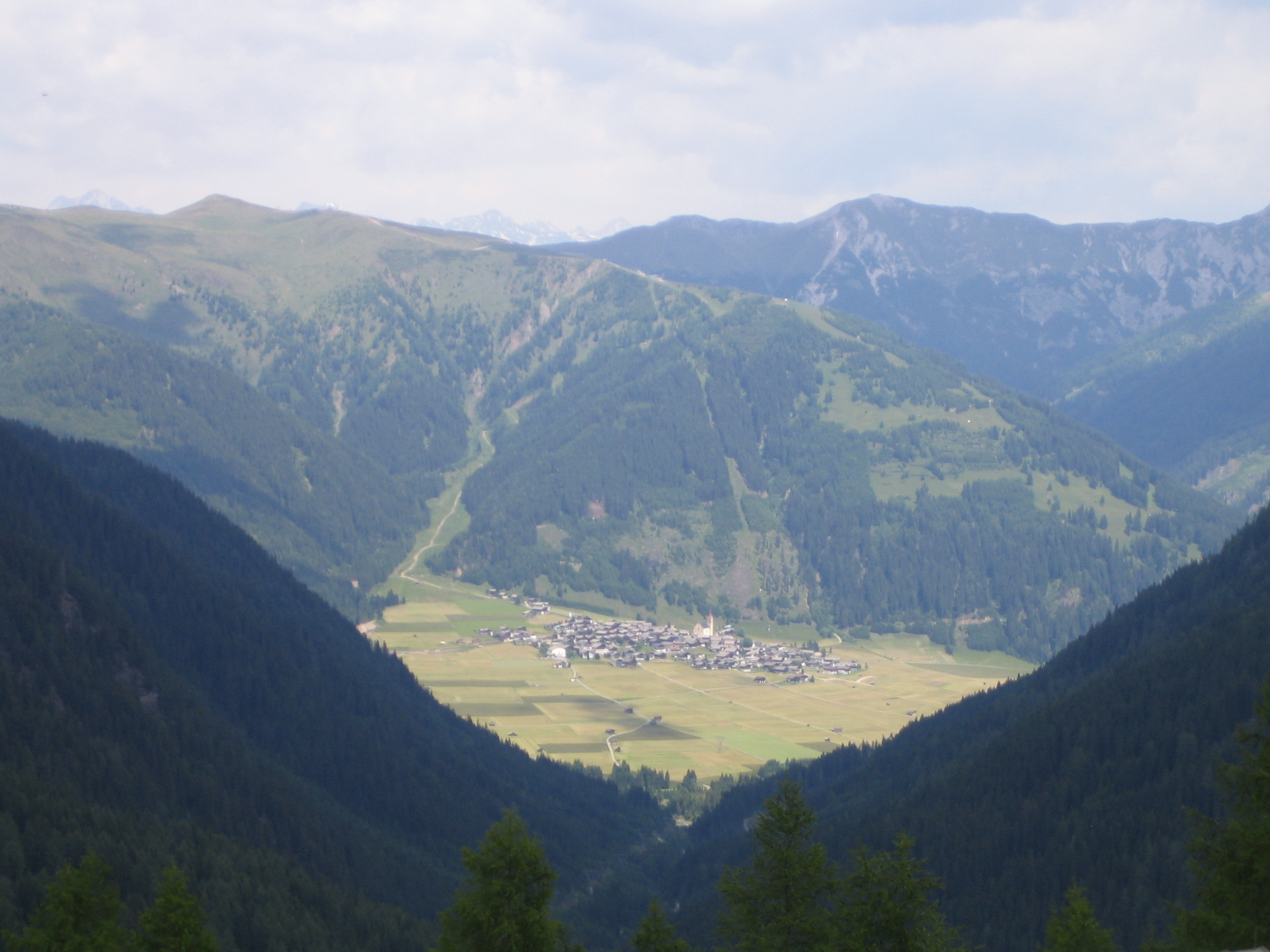
Obertilliach from Porze hut
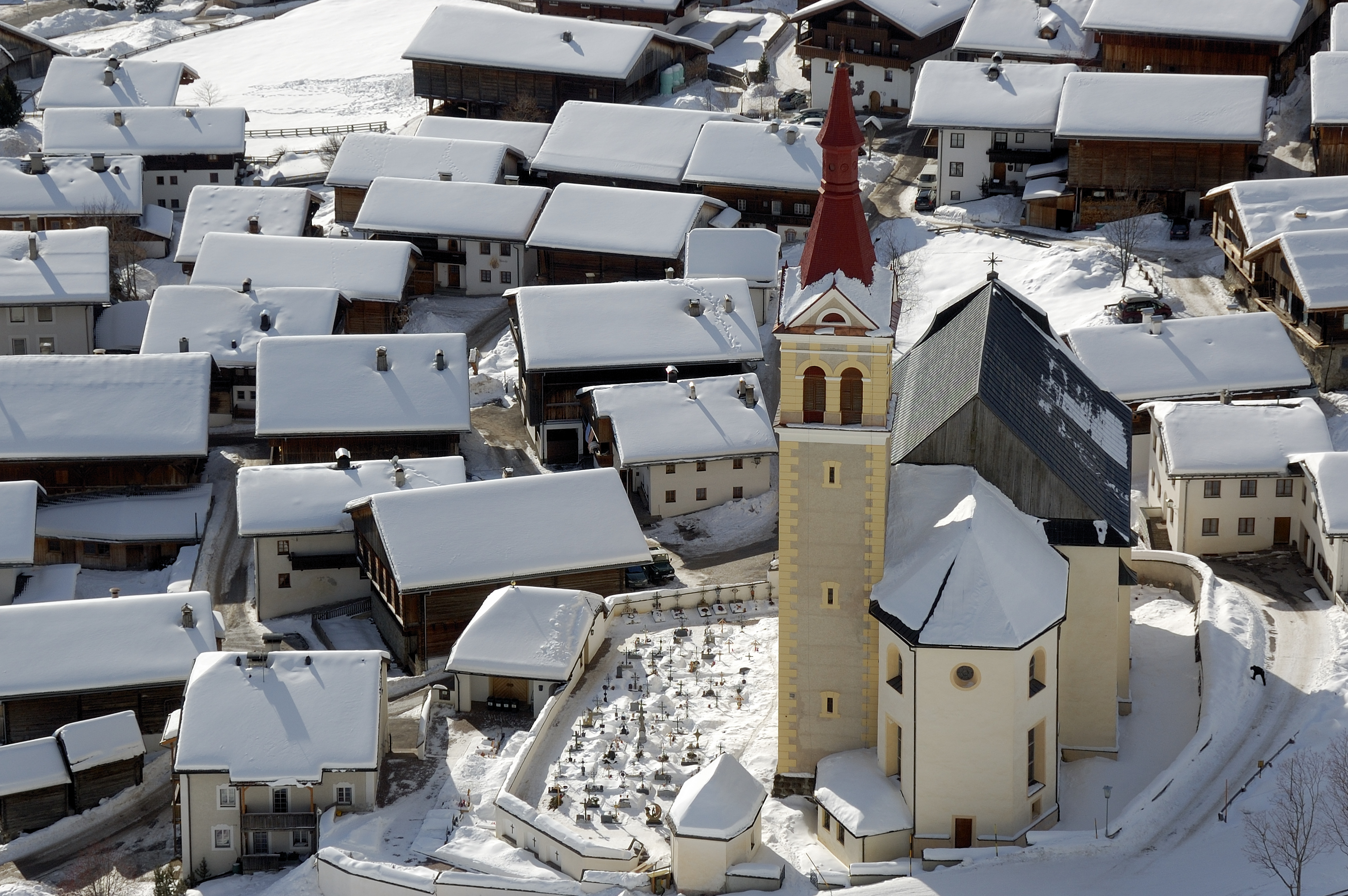